# 3 a.m.
3 a.m. – drugi oficjalny singel rapera Eminema, zapowiadający jego album Relapse. Singel światło dzienne ujrzał 23 kwietnia 2009, zaś teledysk miał premierę 2 maja. Eminem w tym klipie gra psychopatycznego mordercę, który w tekście szczegółowo objaśnia nam, jak zabija swoje ofiary.